# Nyos-tó

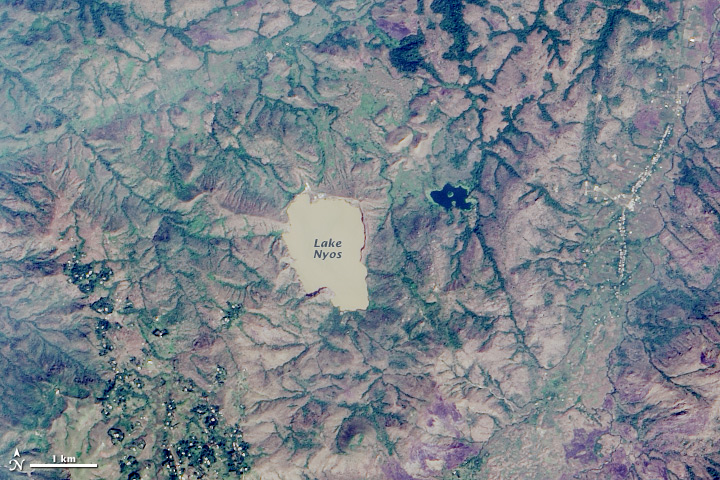
A tó 2014-ben (Landsat felvétel)

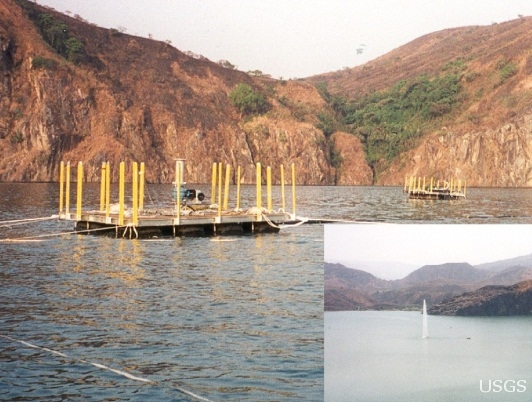
A szén-dioxid felszínre vezetése tutajokon elhelyezett csőrendszerekkel

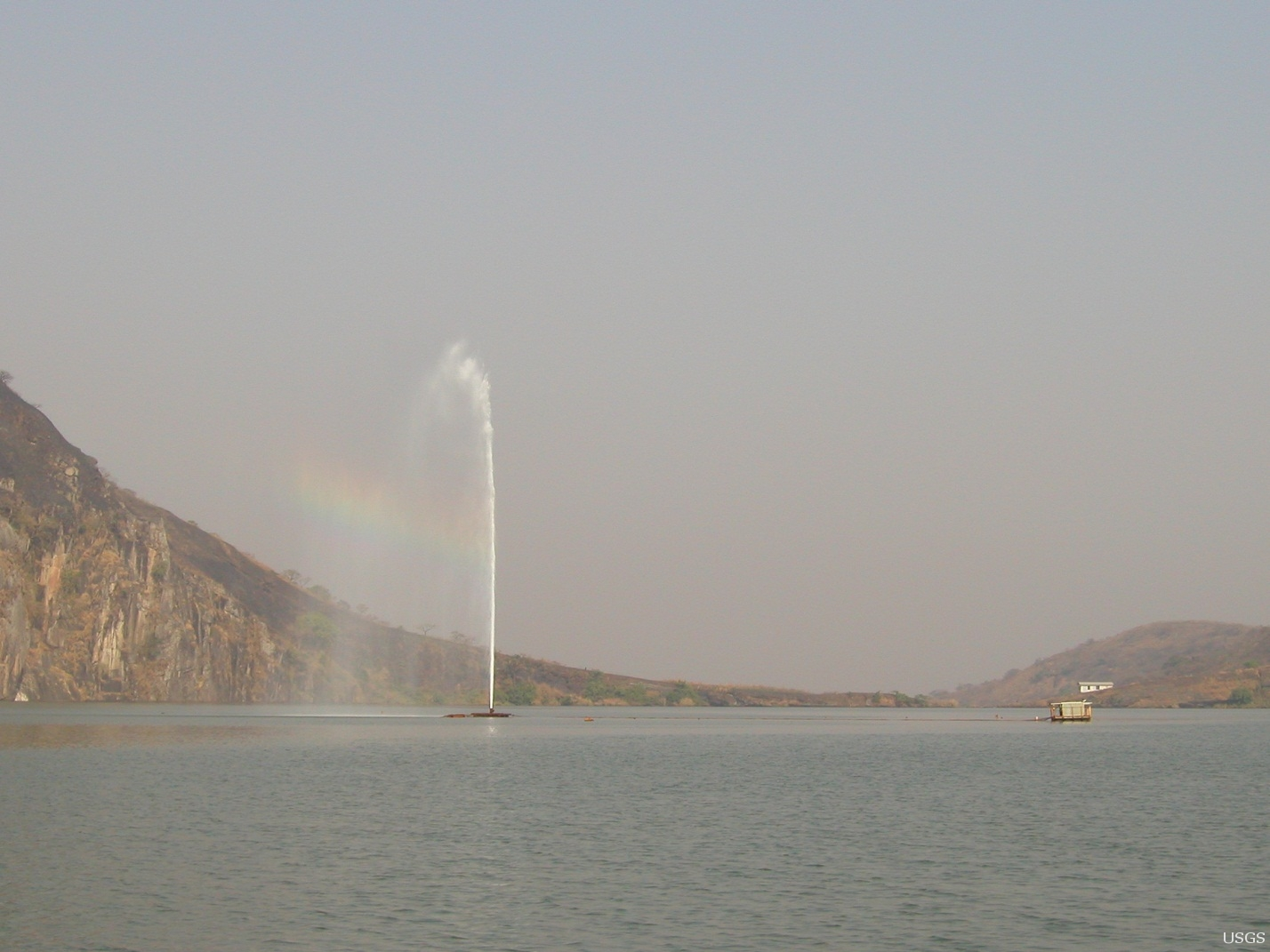
A felszínre vezetett szén-dioxid 50 méter magas szökőkutat működtet

A Nyos egy krátertó Afrikában, Kamerun Északnyugati tartományában. 
A három ismert és kitörésre hajlamos, szén-dioxiddal telített vizű afrikai „robbanó tó” egyike. (A másik kettő: a Nyostól mintegy 120 kilométerre, Foumbot városhoz közeli Monoun-tó és Ruandában a Kivu-tó.)

## Földrajzi helyzete
A mély vizű, nagyjából kör alakú tó a Kamerun-fennsíkon, a Kamerun-vonal vulkáni övezetében alakult ki magasan egy inaktív vulkán, az Oku-hegy oldalában, Yaoundétól mintegy 320 km-rel északnyugatra.

## Földtani felépítése
A Kamerun-vonal tűzhányói mára a Kamerun-hegy kivételével kihűltek. Az egykori kráterek magmacsatornái eltömődtek, a krátereket feltöltötte a víz; a Monoun-tó korát izotópvizsgálatok alapján 18 000 évesre becsülik. Alkáli bazalt jellegű vulkanitok övezik, az egyenlítői övben bőségesen hulló esők táplálják. Mivel befolyása nincs, vize gyakorlatilag nem keveredik, az alsó rétegekben sok az oldott gáz és ásványi anyag. 50 m-rel mélyebben a vízben már gyakorlatilag nincs oxigén, viszont rendkívül felszaporodik a szén-dioxid.

## Veszélyei

### A „robbanó tavak” gázkitörései
A Monoun-tó 37 áldozatot követelő, 1984-es kitörése után a kameruni kormány és az USA Külföldi Természeti Katasztrófaelhárító Hivatala tudóscsoportot szervezett a katasztrófa okainak tisztázására. A tudósok tisztázták a limnikus kitörések okait és mechanizmusát. Megállapították, hogy a krátertavakba szén-dioxid szivárog fel az egykori magmacsatornákban. A kellőképp mély tavak alsó vízrétegeiben felhalmozódik a nagy nyomáson jól oldódó széndioxid. Amikor a kráter pereméről (például földrengés eredményeként) elég sok anyag zúdul a tóba, a víz felkavarodik, és a felszínre emelkedő mélyebb rétegekből robbanásszerűen felszabadulnak az oldott gázok. Ez egyrészt cunamit kelt a tóban, másrészt a levegőnél nehezebb szén-dioxid a tűzhányó lejtőjén lehömpölyögve megöli az oxigént lélegző élőlényeket.

### Egyéb veszélyek
A tó más módon is veszélyezteti az alatta élőket, mivel természetes sziklafalai egyre gyengülnek. Ha egy földmozgás széttöri ezt a gátat, a víz a mélyebben fekvő falvakra zúdulhat, egészen Nigériáig.

## Kitörései
A történelmi időkben két kitörését jegyezték fel.1986. augusztus 21-én egy limnikus kitörés hatalmas szén-dioxid felhőt vetett fel a Nyos-tóból. A felhő megfojtott 1700–1800 embert és mintegy 3500 háziállatot.

## Védőintézkedések
A tudósok a veszély csökkentésére öt csövet kívántak levezetni a tó mélyébe, hogy felszínre hozzák a felgyülemlő gázok egy részét, de az első ütemben csak egy készült el. További csöveket a kitörésveszély gondos tanulmányozása után telepítettek.